# 趙士超
趙士超（？—1646年4月20日（隆武二年三月五日）），字及叔，福州府閩縣人，南明軍事人物。

## 生平
趙士超是諸生出身，父親趙璧世襲錦衣指揮防海參將，極力贊同他從軍，因此用盡家產招募勇士，得三百八十四人，歷任監紀推官、職方郎中；隆武元年（1645年）七月二十二日，黃道周率領他和其他門生賴繼謹、蔡春溶、毛至潔、陳駿音等千多人起兵。黃道周陷入敵軍手中，趙士超與毛至潔突圍拯救，眾人勸他們不要前進，一同被殺沒有益處，他說：「受國家厚恩，怎能背棄師傅不救同時誤國呢！」結果一起被擒獲。黃道周打算自盡，他又說：「這裡接近南京，若可以當面數落洪承疇誤國罪行，魂魄依傍孝陵，死也未遲。」見到洪承疇，趙士超罵他：「你這個誤國老賊，夷平國家宗社，傷害平民百姓，我恨不得吃掉你。這次謁見太祖皇帝，一定會化為厲鬼殺死你。」次年（1646年）三月五日，他和黃道周、賴繼謹、蔡春溶、毛至潔到刑場，在西華門抱頭哭著說：「師傅魂魄少了，我輩立即來了。」於是同日被殺。

## 引用
1. 1 2  錢海岳《南明史·卷四十·列傳第十六》：（隆武二年）三月五日赴市，……士超、繼謹、春溶、至潔從道周至西華門，抱頭哭曰：「師魂少須，吾輩即來矣。」遂同日死。……道周陷敵，與至潔突圍入，眾勸毋往，俱死無益，曰：「受國厚恩，豈背師不救而併誤國耶！」遂同被執。道周欲自盡，士超曰：「此去京近，倘得面數洪賊誤國之罪，魂魄傍孝陵，死未晚也。」及見承疇，罵曰：「誤國老賊，夷我宗社，害我赤子，恨不生啖其肉。此去謁太祖，當為厲鬼殲之。」
2. 1 2  錢海岳《南明史·卷四十·列傳第十六》：隆武元年七月二十二日，（黃道周）率門生趙士超、賴繼謹、蔡春溶、毛至潔、陳駿音併子弟可千人以行。……士超，字鉉卿，閩縣人。諸生。父璧，世襲錦衣指揮防海參將，力贊從軍，傾家募士，得三百八十四人，歷監紀推官、職方郎中。